# Microregione di Alto Araguaia
Alto Araguaia è una microregione dello Stato del Mato Grosso appartenente alla mesoregione di Sudeste Mato-Grossense in Brasile.

## Comuni
Comprende 3 comuni:
- Alto Araguaia
- Alto Garças
- Alto Taquari